# Samarra

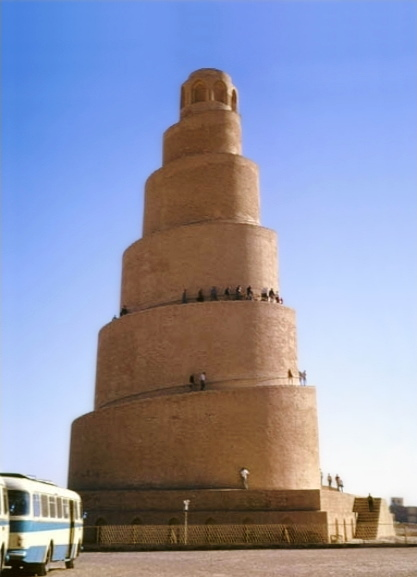
Spiralny minaret meczetu w Samarrze

Sāmarrā (arab. ‏سامراء‎) – miejscowość położona w Iraku, na Nizinie Mezopotamskiej nad Tygrysem, zamieszkuje ją 200 tys. osób.
Założona ok. VII wieku. Była czasowo stolicą kalifatu w latach 836–892, z racji opuszczenia przez kalifa Al-Mutasima Bagdadu, z powodu zatargów ludności Bagdadu z turecką strażą przyboczną kalifa. W tym czasie nastąpił rozwój miasta Samarry, który wraz z powrotem kalifatu do Bagdadu gwałtownie uległ załamaniu, co doprowadziło do zrujnowania miasta. Samarra jest jednym ze świętych miast imamitów oraz celem ich pielgrzymek. Znajdują się w niej ruiny budynków abbasydzkich m.in. zamku Balkurawa (pochodzącego z IX wieku) i pałacu Al-Dżausak al-Chakani (IX wiek).
Najbardziej znanym zabytkiem Samarry są ruiny Wielkiego Meczetu z IX wieku z charakterystycznym minaretem w  formie spiralnego zigguratu zbudowanego w całości z cegieł. Meczet o wymiarach 239 x 156 m stał niegdyś w obrębie murów o wymiarach 444 x 376 m, miał powierzchnię 17 ha i przez długi czas był największym meczetem na świecie. Minaret wznosi się na wysokość 50 m i znany jest pod nazwą Al-Malawija (Spirala). Meczet wraz z minaretem zostały zbudowane przez kalifa Al-Mutawakkila. Ruiny starożytnego miasta zostały w 2007 r. wpisane na Listę światowego dziedzictwa UNESCO.
W Samarrze mieści się również meczet z 944 roku z mauzoleum, miejscem spoczynku dwóch z 12 imamów szyickich, Alego al-Hadi i Hasan al-Askariego który ucierpiał od kilkakrotnych zamachów bombowych w latach 2006–2007; zniszczeniu uległa m.in. złota kopuła oraz minarety. Obaj ci imamowie byli dożywotnio internowani na terenie miejscowych koszar i stąd obu nazywa się „al-askari” (arab. 'koszarowy').